# 則憲將棋
則憲將棋 (Judkins Shogi)是日本將棋的近代變體之一，來自英國諾里奇的保羅·則憲 (Paul Judkins)的概念，由1998年傳入英國，是兩人對弈的棋類，與5五將棋類似，規則與本將棋雷同。

## 規則

### 基本規則
- 6×6格的將棋盤，最接近自己的兩行橫列為自陣，反之，最接近對手的兩行橫列為敵陣。
- 只有用到玉將、金將、銀將、角行、飛車、桂馬、步兵各一枚，無香車。
- 其餘規則同於本將棋。

### 棋子配置
| 飛車 | 角行 | 桂馬 | 銀將 | 金將 | 王將 |
| ■    | ■    | ■    | ■    | ■    | 步兵 |
| ■    | ■    | ■    | ■    | ■    | ■    |
| ■    | ■    | ■    | ■    | ■    | ■    |
| 步兵 | ■    | ■    | ■    | ■    | ■    |
| 玉將 | 金將 | 銀將 | 桂馬 | 角行 | 飛車 |